# Caracolí (Antioquia)
Caracolí es un municipio de Colombia, localizado en la subregión denominada Magdalena Medio en el departamento de Antioquia. Limita por el norte con los municipios de Maceo y Puerto Berrío, por el este con el municipio de Puerto Berrío, por el sur con los municipios de Puerto Nare y San Carlos, y por el oeste con el municipio de San Roque.

## Toponimia
Cuando llegaron los primeros colonos a territorio de Caracolí, esta región era rica en árboles corpulentos maderables llamados "caracolies" (Anacardium excelsum), que sirvieron para construir las bases de los rústicos ranchos originales.
Los árboles del lugar, apodados también coscosos, fueron un verdadero apoyo para la fundación. Uno de los moradores, Don Rodolfo Ceballos, le asignó entonces al sitio el nombre de los mismos, Caracolí.

## Historia
La fundación de Caracoli tiene mucho que ver con el señor Rodolfo Ceballos, el 8 de junio de 1876.
Sus primeros habitantes supieron contemplar los beneficios del lugar, y por eso lo seleccionaron para construir una villa de 40 chozas, la cual serviría de albergue a muchas otras familias.
El descubrimiento en el sitio de algunas minas de oro incrementó el número de habitantes. Por ello, en las riberas de la quebrada La Reina y en las del río Nus, en las cercanías, se montaron molinos para la explotación del precioso mineral.
El primer apoyo para los colonizadores lo proporcionó pues el Caracoli, al cual hoy, como único testigo de aquellas primigenias plantas, lo vemos encumbrado sobre las montañas que se yerguen sobre las líneas del antiguo ferrocarril.
Don Rodolfo Ceballos, el fundador, llegó a la región porque sabía de la existencia de un camino de herradura que permitió comunicar al municipio de Puerto Berrío con la ciudad de Medellín, y que pasaba por el oriente antioqueño; logró que se estableciera un sitio de descanso para arrieros y mulas, en un lugar donde existía una pequeña fonda que inicialmente se denominó “San Felipe de las Barajas”. Este paraje recibió dicho nombre a raíz de los diferentes juegos de azar que se ejecutaban allí, entre los mismos arrieros, hasta el punto de que descargaban las muladas y se las jugaban.
Se consolidó tanto el lugar, y se acrecentó tanto este tipo de juego, que tanto pasajeros como personas radicadas en la región, en su mayoría dedicadas a la minería, por la misma escasez de dinero se pagaban las apuestas con totumas de oro. Con el tiempo las mismas gentes del lugar optaron por cambiar el nombre del sitio por el de Sardinas de la Plata.
Con el crecimiento del caserío surge un pequeño pueblo. Se oficializan luego una capilla, una escuela y un cementerio. Este fue el principio del surgimiento de este condado.
Caracolí obtuvo la categoría de Corregimiento en 1905, adscrito al municipio de San Roque. A medida que pasó el tiempo y se consolidó el progreso, crecieron los anhelos de los caracoliseños por separarse de San Roque.
El 30 de noviembre de 1963, mediante solicitud elevada por los habitantes al Gobernador de Antioquia, fue creado el municipio de Caracolí.
Actualmente, debido a las innumerables bellezas naturales de Caracolí, entre las cuales se encuentran las Cavernas del Nus, hogar de cientos de especies de pájaros, mamíferos y plantas, algunas de ellas en vía de extinción, el gobierno nacional, en conjunto con particulares, realizan una inversión económica para conservar parte de esta enorme riqueza ecológica, y a su vez, consolidar el turismo en el municipio,

## Escudo
Fue diseñado por la señora Elvia Morales Gil. El escudo está diseñado sobre una superficie de 50 x 35 cm. y una escala de 2.5 cm. Aparece enmarcado en la parte derecha por una cinta de color azul que representa las abundantes aguas del río Nus que baña el pueblo y con un escrito: “Caracolí municipio 1.963”, año donde Caracolí fue erigido. En la parte izquierda por una rama de café, uno de los principales productos que formaba parte de la economía del municipio. Está dividido en tres partes: La primera nos muestra descendencia de la pujante raza antioqueña, alegres, luchadores, generosos, nobles, abiertos, extrovertidos, creyentes y descomplicados. La segunda nos muestra el origen del nombre que lleva nuestro pueblo: La abundancia de árboles caracolíes que existían cuando llegaron los primeros colonos y muchas maderas que les proporcionaron sus primeros ingresos para instalarse en este lugar y hacer posible la creación de este pueblo. La tercera parte nos muestra uno de los principales centros turísticos de nuestro municipio: Las Cavernas del Nus, donde cada día los visitantes aumentan por la belleza del lugar. Valor cultural y social para nuestro municipio. En la parte inferior derecha aparece la bandera de nuestro municipio con tres colores: verde, blanco y amarillo.

## Bandera
Diseñada por la señorita Martha Oliva Córdoba Bustamante. Está formada por tres fajas así: La primera de color amarillo, ocupa una cuarta parte y simboliza la luz que ilumina las mentes de los habitantes de este municipio, para ver con claridad su posición dentro del mismo, con agentes de cambio y tomando decisiones honestas y acertadas tendientes al mejorestar de todos. Las tres cuartas partes restantes, están atravesadas por una línea oblicua que las divide de dos porciones triangulares; una de ellas, la superior de color verde el cual representa la esperanza que tienen los Caracoliceños de progresar, uniendo su esfuerzo y trabajo en el logro de este empeño. La parte inferior de color blanco, significa la paz tan anhelada en esta región tan azotada por la violencia.

## Generalidades
- Fundación, 1886
- Erección en municipio, 1963
- Fundador: Rodolfo Ceballos

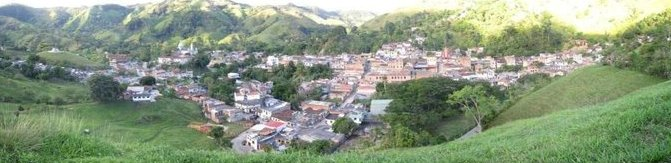
Panorámica de Caracoli

- Apelativos: Tierra de paz y gente amable; Tesoro digno de conocer.

## Geografía

### Ubicación
| Noroeste: San Roque | Norte: Maceo                 | Noreste: Puerto Berrío |
| Oeste: San Roque    |                              | Este: Puerto Berrío    |
| Suroeste San Carlos | Sur: San Carlos, Puerto Nare | Sureste: Puerto Nare   |

### Clima
| Parámetros climáticos promedio de Caracolí | Parámetros climáticos promedio de Caracolí | Parámetros climáticos promedio de Caracolí | Parámetros climáticos promedio de Caracolí | Parámetros climáticos promedio de Caracolí | Parámetros climáticos promedio de Caracolí | Parámetros climáticos promedio de Caracolí | Parámetros climáticos promedio de Caracolí | Parámetros climáticos promedio de Caracolí | Parámetros climáticos promedio de Caracolí | Parámetros climáticos promedio de Caracolí | Parámetros climáticos promedio de Caracolí | Parámetros climáticos promedio de Caracolí | Parámetros climáticos promedio de Caracolí |
| Mes                                        | Ene.                                       | Feb.                                       | Mar.                                       | Abr.                                       | May.                                       | Jun.                                       | Jul.                                       | Ago.                                       | Sep.                                       | Oct.                                       | Nov.                                       | Dic.                                       | Anual                                      |
| ------------------------------------------ | ------------------------------------------ | ------------------------------------------ | ------------------------------------------ | ------------------------------------------ | ------------------------------------------ | ------------------------------------------ | ------------------------------------------ | ------------------------------------------ | ------------------------------------------ | ------------------------------------------ | ------------------------------------------ | ------------------------------------------ | ------------------------------------------ |
| Temp. máx. media (°C)                      | 30.3                                       | 30.6                                       | 30.6                                       | 30.3                                       | 30.2                                       | 30.1                                       | 30.5                                       | 30.4                                       | 29.7                                       | 29.2                                       | 29.1                                       | 29.4                                       | 30                                         |
| Temp. media (°C)                           | 25.1                                       | 25.4                                       | 25.5                                       | 25.6                                       | 25.3                                       | 25.1                                       | 25.3                                       | 25.3                                       | 24.8                                       | 24.5                                       | 24.5                                       | 24.5                                       | 25.1                                       |
| Temp. mín. media (°C)                      | 19.9                                       | 20.2                                       | 20.5                                       | 20.9                                       | 20.5                                       | 20.2                                       | 20.2                                       | 20.2                                       | 20.0                                       | 19.8                                       | 19.9                                       | 19.7                                       | 20.2                                       |
| Precipitación total (mm)                   | 68                                         | 99                                         | 131                                        | 277                                        | 340                                        | 190                                        | 172                                        | 227                                        | 263                                        | 341                                        | 215                                        | 118                                        | 2441                                       |
| Fuente: climate-data.org                   |                                            |                                            |                                            |                                            |                                            |                                            |                                            |                                            |                                            |                                            |                                            |                                            |                                            |

### Toponimia
El distrito recibió este nombre debido al árbol Caracolí. Había muchos en el momento de la colonización, y hubo que talar bastantes para la construcción del ferrocarril y del pueblo. El Caracolí es el árbol símbolo del distrito. La localidad se llamó también anteriormente Sardinas de la Plata.
Actualmente, se encuentran muchos de estos árboles en las veredas del municipio.

## División Político-Administrativa
Aparte de su Cabecera municipal. Caracolí está compuesto con las siguientes veredas:
Botijas, Canalones, Canutillo, Cascarón, El 62, El Bagre, El Buey, El Pital, La Cortada, La María, La Mesa, Las Águilas, Quebradona, Santa Isabel y Sardinas.

## Demografía
Población Total: 4 582 hab. (2018)
- Población Urbana: 2 739
- Población Rural: 1 843

Alfabetismo: 85.1% (2005)
- Zona urbana: 88.2%
- Zona rural: 80.6%

### Etnografía
Según las cifras presentadas por el DANE del censo 2005, la composición etnográfica del municipio es:
- Mestizos & Blancos (98,0%)
- Afrocolombianos (1,9%)
- Indígenas (0,1%)

## Geografía

### Orografía
La cabecera municipal está localizada en el alto de San Lucas, en la ramificación de la Cordillera Central delimitada por los ríos Nare y Nús asentada sobre una hondonada a 625 m s. n. m.

### Hidrografía
Ríos El Socorro, Samaná Norte, Nare, Nús y Monos; y las quebradas Las Brisas, Santa Teresa, La Reina, San José y Horná.

### Principales Alturas
Se destacan las colinas que rodean la cabecera, algunas de ellas son los Altos del Sol, de la Virgen, del Cristo, del Algarrobo y de la Cruz.

### Vías de comunicación
Se une por carretera con San José del Nus (siendo esta la vía principal, totalmente pavimentada) Puerto Nare, San Carlos y San Roque.
Igualmente existe comunicación férrea entre Caracolí—Puerto Berrio, Caracolí—Medellín.

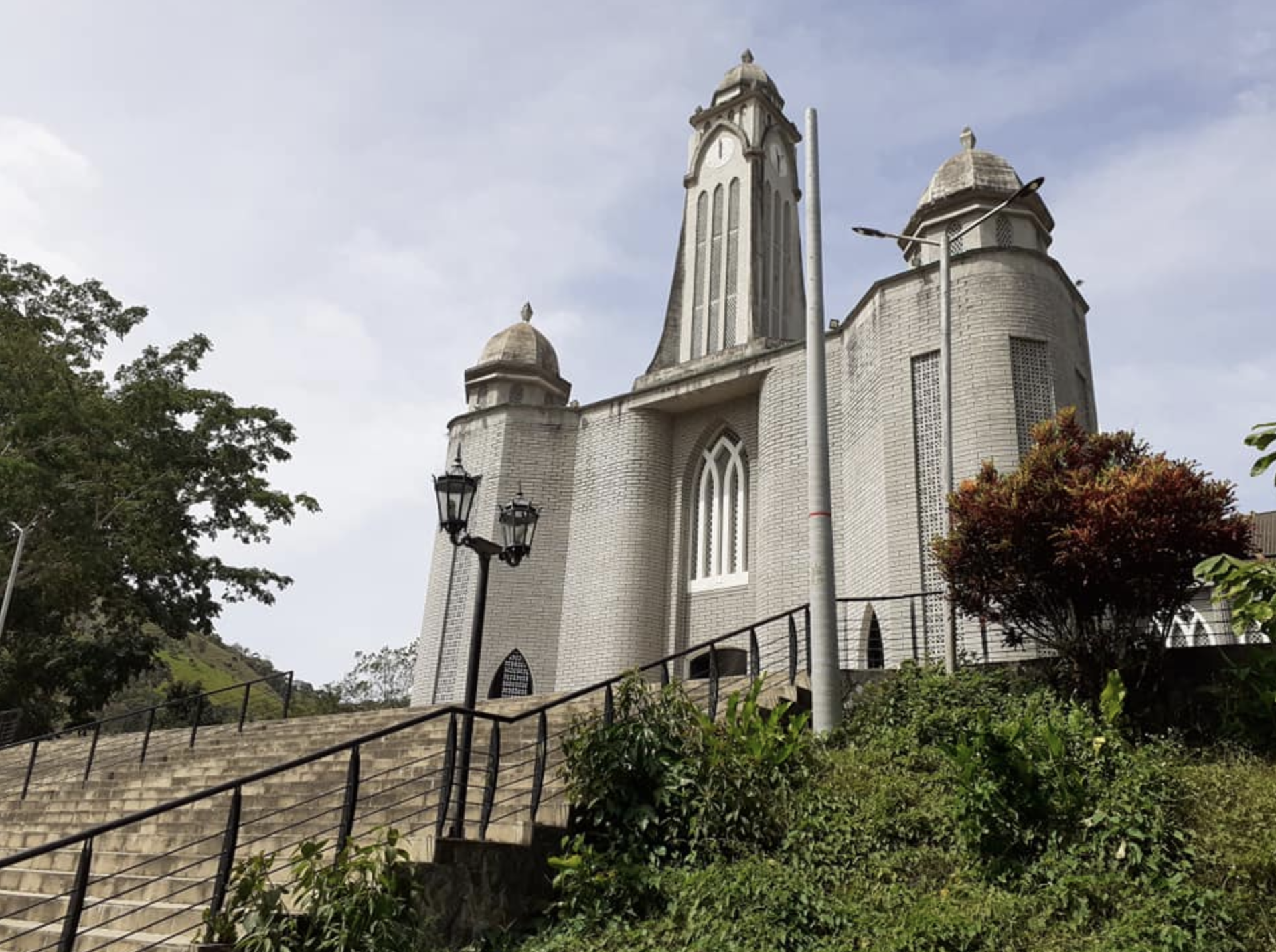
Parroquia del Perpetuo Socorro. Sitio religioso y turístico de Caracolí pueblo situado en el Magdalena Medio de Antioquia Colombia

## Economía
- Turismo
- Agricultura: Café, Caña, Plátano, Frutales
- Ganadería: Ganado Vacuno.
- Minería

## Fiestas
- Fiesta del Caracolí, 20 de julio
- Despedida del Año viejo, 31 de diciembre.

## Gastronomía
Cocina típica antioqueña en los restaurantes, tal como la internacional Bandeja paisa. También, asados varios.

## Sitios de interés y patrimonio histórico

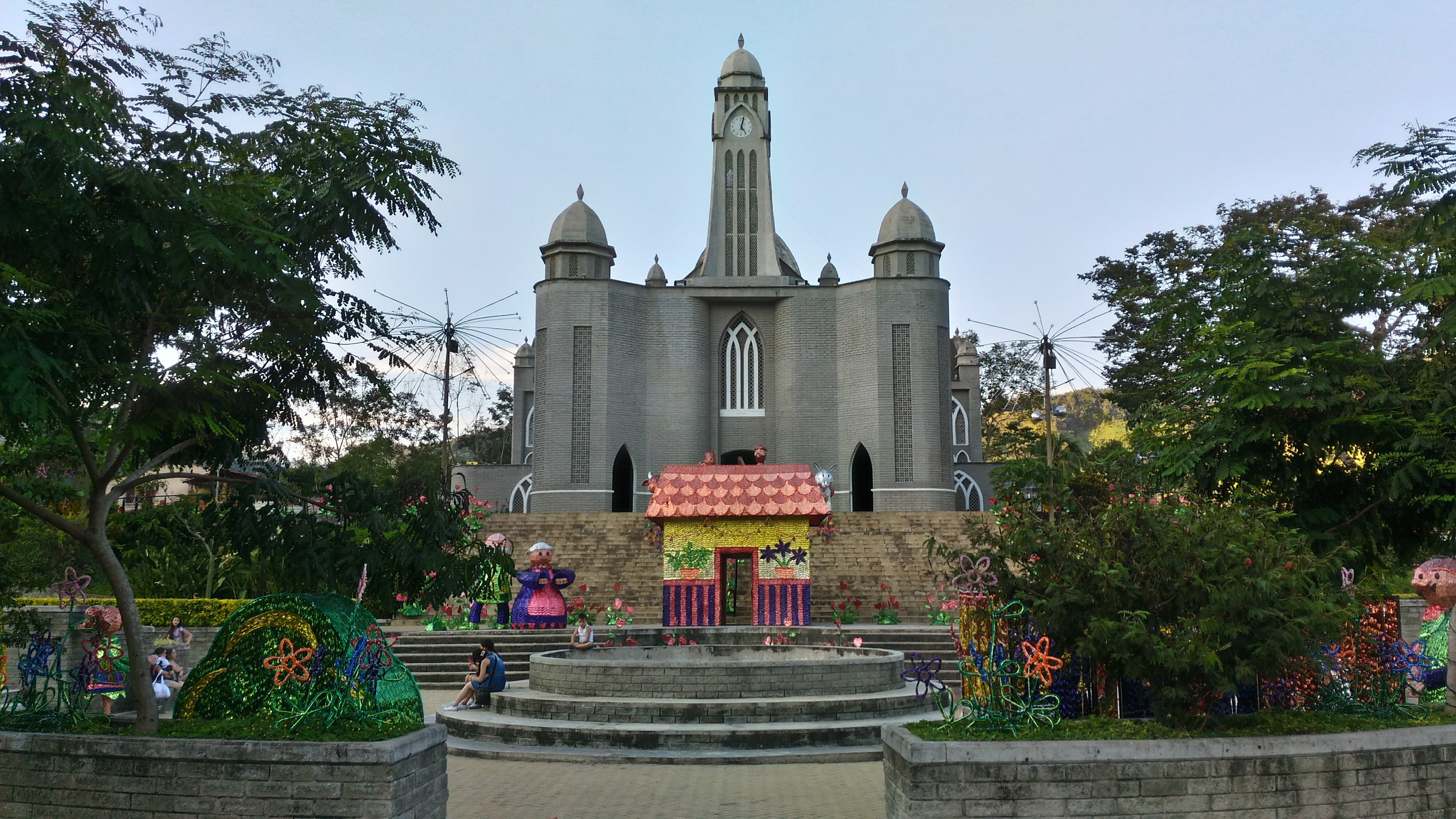
Parque Principal de Caracolí

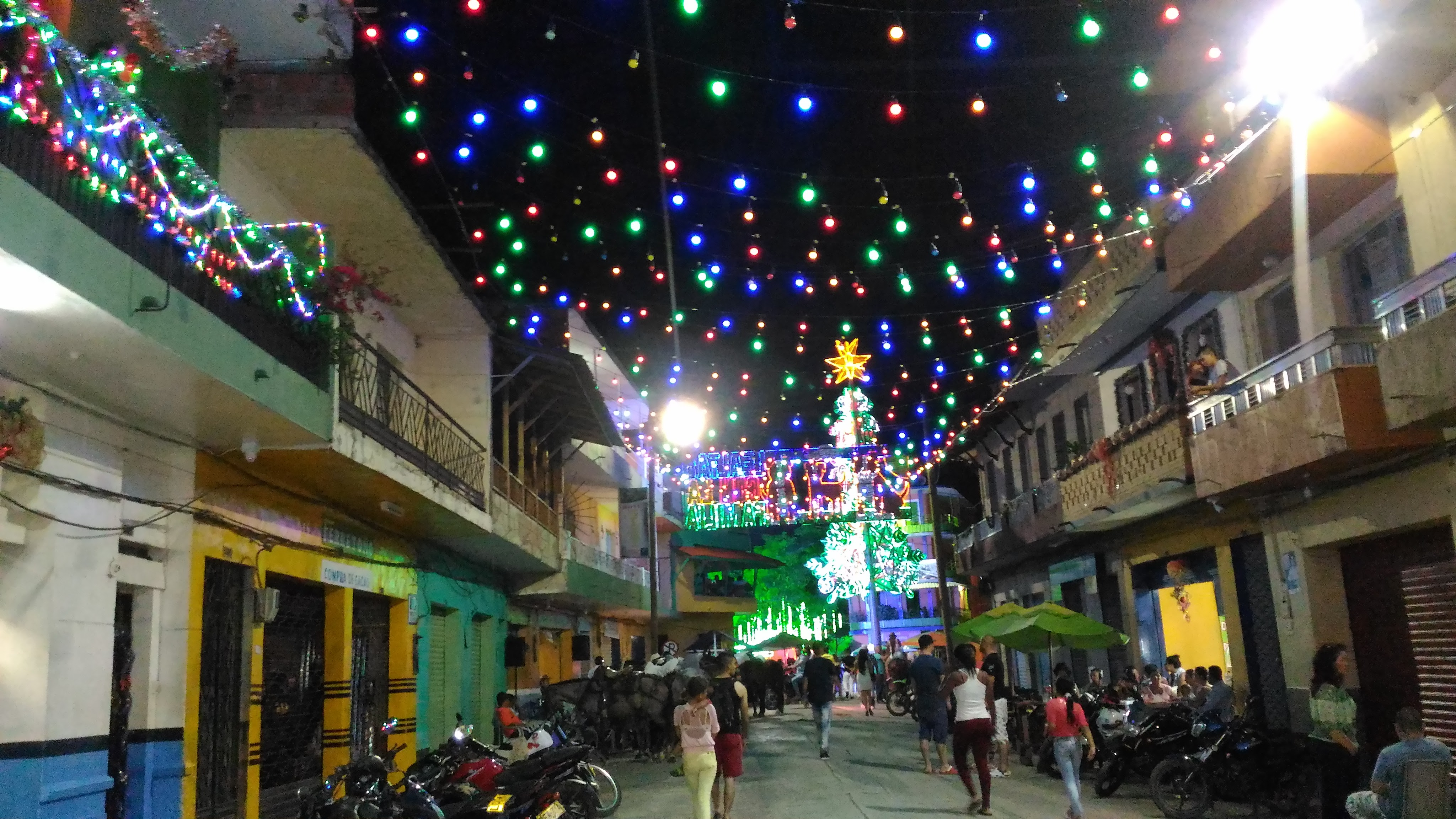
Calle Principal de Caracolí

- Parque principal Nahún Ruiz Palacio, rodeado por un bosque exuberante, lleno de Ceibas, Caracolíes, y otros árboles de gran tamaño.
- Iglesia de Nuestra Señora del Perpetuo Socorro, considerada por muchos como la Iglesia más linda de Antioquia.
- Capilla de María Auxiliadora y Antigua Estación del Ferrocarril del año 1930 en la cabecera municipal.
- Museo Casa Vieja. En él se ha recopilado buena parte de la memoria histórica del municipio.
- Capilla y Antigua Estación del Ferrocarril en el centro poblado F. Gómez, en la vía que conduce de San José del Nus al municipio.
- Capilla del corregimiento el Cascarón.

Destinos Ecológicos y de Turismo
- Cavernas del Nus, reserva ecológica, con cavernas, ríos, y una gran variedad de fauna y flora.
- Puente sobre el río Socorro, construcción en madera
- Mirador del Cristo y la Virgen. Donde se puede ver en panorámica desde la cima todo el municipio.
- Ráfting a 10 minutos del municipio
- Estación del ferrocarril de Antioquia
- Cueva de Los Guacharos, formada por depósitos de calcita secundaria en forma de estalactitas, estalagmitas y claraboyas. Debe su nombre a que el lugar está habitado por aves nocturnas llamadas guácharos, las cuales subsisten de frutos. Tiene servicio de guía.
- Árbol de Caracolí. Es un Caracolí, el árbol emblemático del municipio, de casi 80 metros de altura por 8 de diámetro con más de 200 años de antigüedad; ubicado en el Sendero Ecológico Árbol de Caracolí.
- Sombrilla Verde. Destino ecológico sobre el antiguo ferrocarril de Antioquia
- Las Playas de Abelito en el río Nus. Propias para el campin
- Piscina de la Escuela
- Balneario la Alpinita
- Bosque húmedo, que abunda en toda la región.

Hoteles
- Agroservicios
- El Viajero
- El Oasis
- El Turista
- EcoHostel Caracolí